# Район Хункоу
Хункоу (кит.: 虹口区;трад. китайська: 虹口區) — район Шанхая, КНР. Площа району 23.48 км², населення 792.241 (2003).
Під час другої світової війни на території району знаходилося Шанхайське гетто.
На території району розташовані два університети: Шанхайський університет міжнародних досліджень та Шанхайський університет економіки та фінансів.
| Китай | Це незавершена стаття з географії КНР. Ви можете допомогти проєкту, виправивши або дописавши її. |

1. ↑  国务院第七次全国人口普查领导小组办公室 中国人口普查分县资料—2020 — 北京市: 中国统计出版社, 2022. — 983 с. — ISBN 978-7-5037-9772-9